# Contea di Fengqing
La contea di Fengqing (凤庆县S, Fèngqìng XiànP) è una contea della Cina, situata nella provincia di Yunnan e amministrata dalla prefettura di Lincang.